# Parafia św. Bartłomieja Apostoła w Żelechlinku
Parafia św. Bartłomieja Apostoła w Żelechlinku – parafia rzymskokatolicka należąca do dekanatu Lubochnia w diecezji łowickiej. Erygowana w XIV wieku.
Parafia liczy 2941 wiernych.

## Zasięg parafii
Do parafii należą wierni z miejscowości: Bukowiec, Czerwonka, Józefin, Karolinów, Lesisko, Łochów, Naropna, Nowiny, Radwanka, Stanisławów, Staropole, Żelechlin i Żelechlinek.

## Proboszczowie
- ks. Dominik Prażmo (1884–1902)[3]
- ks. Stanisław Wolański (1902–1914)[3]
- ks. Paulin Bors (1915–1916)[3]
- ks. Józef Raube (1916–1919)[3]
- ks. Bronisław Kaczorowski (1919–1922)[3]
- ks. Wacław Wolski (1922–1925)[3]
- ks. Jan Młynarski (1925–1928)[3]
- ks. Piotr Gibel (1928–1935)[3]
- ks. Dominik Weszke (1935–1941)[3]
- ks. Witold Skalski (1941– 1979)[3]
- ks. Jan Świstak (1979–1983)[3]
- ks. Ryszard Urbański (1983)[3]
- ks. Stanisław Stań (1983–1984)[3]
- ks. Kazimierz Płatek (1984–1992)[3]
- ks. Tadeusz Zakrzewski (1992– 1995)[3]
- ks. Józef Kukla (1995–2002)[3]
- ks. Tadeusz Piotrowski (2002–2007)[3]
- ks. Paweł Jurek (2007–2016)[3]
- ks. Marek Kania (2016–)[4]